# Ternana Women 2024-2025
Questa voce raccoglie le informazioni riguardanti la Ternana Women nelle competizioni ufficiali della stagione 2024-2025.

## Stagione
La stagione della Ternana si è aperta con l'annuncio dell'arrivo di un nuovo allenatore, Antonio Cincotta, a sostituito Fabio Melillo, morto per malattia al termine della stagione 2023-2024.
In Coppa Italia la corsa si interrompe fin dal primo incontro con il Freedom, il 7 settembre 2024, con la Ternana che perde per 3 reti a zero lo scontro casalingo dei sedicesimi di finale.

## Divise e sponsor
Il completo da gioco ripropone la medesima grafica della squadra maschile della Ternana. Lo sponsor principale è Unicusano, quello tecnico Macron.
| Casa | Trasferta |

## Organigramma societario

### Staff tecnico
Organigramma tratto dal sito ufficiale, aggiornato al 17 aprile 2025.
Area tecnica
- Allenatore: Antonio Cincotta
- Allenatore in seconda: Donato Liso
- Preparatore dei Portieri: Matteo Taddei
- Preparatrice atletica: Claudia Ceccarell
- Biologo - Nutrizionista: Marco Ballerini
- Coordinatore sanitario: Francesco Corsetti
- Dottoressa: Gloria Guerrini
- Recupero infortuni: Jacopo Giuliani
- Fisioterapista: Federica Savini
- Direttore sportivo: Isabella Cardone
- Team Manager: Arianna Nannini

## Rosa
Rosa, ruoli e numeri di maglia tratti dal sito ufficiale, aggiornati al 17 aprile 2025.
| N. |                       | Ruolo | Calciatrice          |
| -- | --------------------- | ----- | -------------------- |
| 2  | Italia (bandiera)     | D     | Francesca Quazzico   |
| 3  | Italia (bandiera)     | D     | Ilaria Capitanelli   |
| 4  | Italia (bandiera)     | D     | Eleonora Pacioni     |
| 6  | Italia (bandiera)     | D     | Heden Corrado        |
| 7  | Portogallo (bandiera) | A     | Adriana Gomes        |
| 8  | Italia (bandiera)     | C     | Giulia Fusar Poli    |
| 9  | Italia (bandiera)     | A     | Giuseppina Moraca    |
| 10 | Italia (bandiera)     | A     | Tatiana Bonetti      |
| 11 | Italia (bandiera)     | A     | Valeria Pirone       |
| 12 | Italia (bandiera)     | P     | Gloria Ciccioli      |
| 13 | Romania (bandiera)    | P     | Katia Ghioc          |
| 14 | Italia (bandiera)     | A     | Maddalena Porcarelli |
| 15 | Italia (bandiera)     | D     | Elena Battistini     |

| N. |                    | Ruolo | Calciatrice          |
| -- | ------------------ | ----- | -------------------- |
| 16 | Italia (bandiera)  | C     | Claudia Ciccotti     |
| 17 | Italia (bandiera)  | A     | Camilla Labate       |
| 18 | Italia (bandiera)  | C     | Chiara Vigliucci     |
| 20 | Italia (bandiera)  | D     | Carola Zannini       |
| 21 | Italia (bandiera)  | A     | Maria Grazia Petrara |
| 22 | Italia (bandiera)  | P     | Enrica Sacco         |
| 23 | Italia (bandiera)  | C     | Alice Regazzoli      |
| 24 | Italia (bandiera)  | D     | Marika Massimino     |
| 47 | Italia (bandiera)  | C     | Flavia Lombardo      |
| 55 | Italia (bandiera)  | D     | Chiara Ripamonti     |
| 90 | Italia (bandiera)  | D     | Martina Santoro      |
|    | Albania (bandiera) | C     | Greis Domi           |
| 90 | Italia (bandiera)  | A     | Giada Tarantino      |

## Calciomercato

### Sessione estiva
| Acquisti | Acquisti         | Acquisti | Acquisti       |
| R.       | Nome             | da       | Modalità       |
| -------- | ---------------- | -------- | -------------- |
| P        | Gloria Ciccioli  | Parma    | svincolata     |
| D        | Heden Corrado    | Roma     | prestito       |
| D        | Chiara Ripamonti | Bologna  | svincolata     |
| C        | Claudia Ciccotti | Roma     | definitivo     |
| A        | Adriana Gomes    | Lazio    | [ 7 ]          |
| A        | Tatiana Bonetti  | Inter    | fine contratto |

| Cessioni | Cessioni           | Cessioni | Cessioni      |
| R.       | Nome               | a        | Modalità      |
| -------- | ------------------ | -------- | ------------- |
| A        | Alice Ilaria Berti | Juventus | fine prestito |

### Sessione invernale
| Acquisti | Acquisti          | Acquisti | Acquisti |
| R.       | Nome              | da       | Modalità |
| -------- | ----------------- | -------- | -------- |
| A        | Giuseppina Moraca | Lazio    | prestito |

| Cessioni | Cessioni        | Cessioni   | Cessioni   |
| R.       | Nome            | a          | Modalità   |
| -------- | --------------- | ---------- | ---------- |
| C        | Greis Domi      |            | svincolata |
| A        | Giada Tarantino | Trastevere | [ 10 ]     |

## Risultati

### Serie B

#### Girone di andata
| Arbitro: | Salvatori (Macerata) |

|                           |           |  |
| Gomes 39’ Tarantino 90+1’ | Marcatori |  |

| Arbitro: | Bini (Macerata) |

|  |           |              |
|  | Marcatori | 59’ Ciccotti |

| Arbitro: | Giallorenzo (Sulmona) |

|                                                                                          |           |  |
| Gomes 7’, 9’ Vigliucci 17’ Pirone 26’ Bonetti 34’ Petrara 63’ Tarantino 77’ Lombardo 90’ | Marcatori |  |

| Arbitro: | Branzoni (Mestre) |

|  |           |                |
|  | Marcatori | 49’ Fusar Poli |

| Arbitro: | Barbetti (Arezzo) |

|                        |           |           |
| Bonetti 42’ Pirone 63’ | Marcatori | 22’ Pezzi |

| Arbitro: | Giordani (Aprilia) |

|                             |           |            |
| Bonetti 23’, 75’ Pirone 53’ | Marcatori | 87’ Picchi |

| Arbitro: | Scarano (Seregno) |

|  |           |           |
|  | Marcatori | 38’ Gomes |

| Arbitro: | Spagnoli (Tivoli) |

|                                              |           |              |
| Pirone 38’ Bonetti 43’ (rig.) Gomes 71’, 77’ | Marcatori | 29’ Bernardi |

| Arbitro: | Grieco (Ascoli Piceno) |

|                            |           |                                   |
| Barbieri 56’ Tamburini 65’ | Marcatori | 13’ Gomes 32’ Labate 86’ Ciccotti |

| Arbitro: | Benestante (Aprilia) |

|  |           |            |
|  | Marcatori | 63’ Fracas |

| Arbitro: | Ammannati (Firenze) |

|  |           |           |
|  | Marcatori | 32’ Gomes |

| Arbitro: | Pica (Roma 1) |

|                        |           |              |
| Corrado 28’ Pirone 60’ | Marcatori | 74’ Gelmetti |

| Arbitro: | Iudicone (Formia) |

|  |           |                                                                    |
|  | Marcatori | 8’ Labate 19’ Bonetti 63’ Pirone 66’, 90+3’ Lombardo 77’ Regazzoli |

| Arbitro: | Giordani (Aprilia) |

|               |           |              |
| Ripamonti 45’ | Marcatori | 47’ Ferrario |

| Arbitro: | Tassano (Chiavari) |

|                             |           |                                         |
| Alborghetti 43’ De Maio 73’ | Marcatori | 4’, 34’ Bonetti 17’ Quazzico 86’ Pirone |

#### Girone di ritorno
| Arbitro: | Yusufoschi (Mestre) |

|           |           |               |
| Pinna 19’ | Marcatori | 18’ Vigliucci |

| Arbitro: | Giallorenzo (Sulmona) |

|                                      |           |              |
| Regazzoli 26’ Gomes 74’ Moraca 90+3’ | Marcatori | 70’ S. Testa |

| Arbitro: | Meta (Vicenza) |

|  |           |                                           |
|  | Marcatori | 40’, 54’ Gomes 60’, 71’ Pirone 75’ Labate |

| Narni 15 febbraio 2025, ore 12:00 CET 19ª giornata                      | Ternana   | 2 – 1 referto referto 2 | Brescia | Stadio Moreno Gubbiotti |
| \| \| \| \| \| Bonetti 67’ Regazzoli 78’ \| Marcatori \| 81’ Larsson \| |           |                         |         |                         |
|                                                                         |           |                         |         |                         |
| Bonetti 67’ Regazzoli 78’                                               | Marcatori | 81’ Larsson             |         |                         |

| Arbitro: | Traini (San Benedetto del Tronto) |

|             |           |                          |
| Palombi 26’ | Marcatori | 31’ Bonetti 45+2’ Moraca |

| Arbitro: | Trombello (Como) |

|          |           |            |
| Landa 6’ | Marcatori | 44’ Moraca |

| Arbitro: | Traini (San Benedetto del Tronto) |

|                |           |           |
| Moraca 6’, 17’ | Marcatori | 48’ Bargi |

| Arbitro: | Santinelli (Bergamo) |

|  |           |                           |
|  | Marcatori | 8’ (aut.) Corsi 62’ Gomes |

| Arbitro: | Burattini (Roma 1) |

|                                                        |           |  |
| Moraca 39’, 76’ Bonetti 54’ Regazzoli 82’ Pirone 90+2’ | Marcatori |  |

| Arbitro: | Guitaldi (Rimini) |

|  |           |               |
|  | Marcatori | 27’ Regazzoli |

| Arbitro: | Ravara (Valdarno) |

|                           |           |  |
| Pirone 30’ Porcarelli 90’ | Marcatori |  |

| Arbitro: | Atanasov (Verona) |

|                                 |           |                                             |
| Söndergaard 81’ Battelani 90+3’ | Marcatori | 58’ (aut.) Tucceri Cimini 61’, 90+9’ Pirone |

| Arbitro: | Abu Ruqa (Roma 2) |

|                                                                        |           |  |
| Lombardo 8’ Pirone 13’ Vigliucci 17’ Porcarelli 25’, 67’ Massimino 61’ | Marcatori |  |

| Noceto 11 maggio 2025, ore 15:00 CEST 29ª giornata | Parma        | 0 – 0 referto referto 2 | Ternana | Stadio Il Noce\| Arbitro: \| Papi (Prato) \| |
| Arbitro:                                           | Papi (Prato) |                         |         |                                              |

| Arbitro: | Ventrone (Roma 1) |

|                                                        |           |  |
| Moraca 9’ Bonetti 38’, 90’ Pirone 58’, 65’, 68’, 90+2’ | Marcatori |  |

### Coppa Italia
| Arbitro: | El Ella (Milano) |

|                                 |           |                      |
| Tamborini 18’ Imprezzabile 101’ | Marcatori | 46’ (rig.) Regazzoli |

## Statistiche

### Statistiche di squadra
| Competizione | Punti | In casa | In casa | In casa | In casa | In casa | In casa | In trasferta | In trasferta | In trasferta | In trasferta | In trasferta | In trasferta | Totale | Totale | Totale | Totale | Totale | Totale | DR  |
| Competizione | Punti | G       | V       | N       | P       | Gf      | Gs      | G            | V            | N            | P            | Gf           | Gs           | G      | V      | N      | P      | Gf     | Gs     | DR  |
| ------------ | ----- | ------- | ------- | ------- | ------- | ------- | ------- | ------------ | ------------ | ------------ | ------------ | ------------ | ------------ | ------ | ------ | ------ | ------ | ------ | ------ | --- |
| Serie B      | 79    | 15      | 13      | 1       | 1       | 49      | 9       | 15           | 12           | 3            | 0            | 32           | 9            | 30     | 25     | 4      | 1      | 81     | 18     | +63 |
| Coppa Italia | -     | -       | -       | -       | -       | -       | -       | 1            | 0            | 0            | 1            | 1            | 2            | 1      | 0      | 0      | 1      | 1      | 2      | -1  |
| Totale       | -     | 15      | 13      | 1       | 1       | 49      | 9       | 16           | 12           | 3            | 1            | 33           | 11           | 31     | 25     | 4      | 12     | 82     | 20     | +62 |

### Andamento in campionato
| Giornata  | 1 | 2 | 3 | 4 | 5 | 6 | 7 | 8 | 9 | 10 | 11 | 12 | 13 | 14 | 15 | 16 | 17 | 18 | 19 | 20 | 21 | 22 | 23 | 24 | 25 | 26 | 27 | 28 | 29 | 30 |
| --------- | - | - | - | - | - | - | - | - | - | -- | -- | -- | -- | -- | -- | -- | -- | -- | -- | -- | -- | -- | -- | -- | -- | -- | -- | -- | -- | -- |
| Luogo     | C | T | C | T | C | C | T | C | T | C  | T  | C  | T  | C  | T  | T  | C  | T  | C  | T  | T  | C  | T  | C  | T  | C  | T  | C  | T  | C  |
| Risultato | V | V | V | V | V | V | V | V | V | P  | V  | V  | V  | N  | V  | N  | V  | V  | V  | V  | N  | V  | V  | V  | V  | V  | V  | V  | N  | V  |
| Posizione | 1 | 1 | 1 | 1 | 1 | 1 | 1 | 1 | 1 | 1  | 1  | 1  | 1  | 1  | 1  | 2  | 2  | 1  | 1  | 1  | 1  | 1  | 1  | 1  | 1  | 1  | 1  | 1  | 1  | 1  |

Legenda:

Luogo: C = Casa; T = Trasferta. Risultato: V = Vittoria; N = Pareggio; P = Sconfitta.

### Statistiche delle giocatrici
| Giocatore      | Serie B  | Serie B | Serie B     | Serie B    | Coppa Italia | Coppa Italia | Coppa Italia | Coppa Italia | Totale   | Totale | Totale      | Totale     |
| Giocatore      | Presenze | Reti    | Ammonizioni | Espulsioni | Presenze     | Reti         | Ammonizioni  | Espulsioni   | Presenze | Reti   | Ammonizioni | Espulsioni |
| -------------- | -------- | ------- | ----------- | ---------- | ------------ | ------------ | ------------ | ------------ | -------- | ------ | ----------- | ---------- |
| E. Battistini  | 12       | 1       | 0           | 0          | 1            | 0            | 0            | 0            | 13       | 1      | 0           | 0          |
| N. Bianconi    | -        | -       | -           | -          | 0            | 0            | 0            | 0            | 0        | 0      | 0           | 0          |
| T. Bonetti     | 24       | 12      | 0           | 0          | -            | -            | -            | -            | 24       | 12     | 0           | 0          |
| I. Capitanelli | 9        | 0       | 0           | 0          | 0            | 0            | 0            | 0            | 9        | 0      | 0           | 0          |
| G. Ciccioli    | 8        | -4      | 0           | 0          | 1            | 0            | 0            | 0            | 9        | -4     | 0           | 0          |
| C. Ciccotti    | 23       | 2       | 1           | 0          | 1            | 0            | 0            | 0            | 24       | 2      | 1           | 0          |
| H. Corrado     | 22       | 1       | 3           | 0          | 0            | 0            | 0            | 0            | 22       | 1      | 3           | 0          |
| G. Domi        | 9        | 0       | 0           | 0          | 0            | 0            | 0            | 0            | 9        | 0      | 0           | 0          |
| G. Fusar Poli  | 25       | 1       | 4           | 1          | 1            | 0            | 0            | 0            | 26       | 1      | 4           | 1          |
| K. Ghioc       | 22       | -14     | 1           | 0          | 1            | -2           | 0            | 1            | 23       | -16    | 1           | 1          |
| A. Gomes       | 22       | 12      | 0           | 0          | 1            | 0            | 0            | 0            | 23       | 12     | 0           | 0          |
| C. Labate      | 20       | 3       | 1           | 0          | 1            | 0            | 0            | 0            | 21       | 3      | 1           | 0          |
| F. Lombardo    | 10       | 4       | 1           | 0          | 1            | 0            | 0            | 0            | 11       | 4      | 1           | 0          |
| M. Massimino   | 20       | 1       | 2           | 0          | -            | -            | -            | -            | 20       | 1      | 2           | 0          |
| G. Moraca      | 15       | 8       | 1           | 0          | -            | -            | -            | -            | 15       | 8      | 1           | 0          |
| E. Pacioni     | 27       | 0       | 2           | 0          | 1            | 0            | 0            | 0            | 28       | 0      | 2           | 0          |
| M.G. Petrara   | 29       | 1       | 0           | 0          | 1            | 0            | 0            | 0            | 30       | 1      | 0           | 0          |
| V. Pirone      | 30       | 17      | 1           | 0          | 1            | 0            | 0            | 0            | 31       | 17     | 1           | 0          |
| M. Porcarelli  | 14       | 3       | 0           | 0          | -            | -            | -            | -            | 14       | 3      | 0           | 0          |
| F. Quazzico    | 8        | 1       | 1           | 0          | 1            | 0            | 0            | 0            | 9        | 1      | 1           | 0          |
| A. Regazzoli   | 27       | 4       | 1           | 0          | 1            | 1            | 0            | 0            | 28       | 5      | 1           | 0          |
| C. Ripamonti   | 25       | 3       | 3           | 1          | 1            | 0            | 0            | 0            | 26       | 3      | 3           | 1          |
| E. Sacco       | 2        | 0       | 0           | 0          | -            | -            | -            | -            | 2        | 0      | 0           | 0          |
| M. Santoro     | 2        | 0       | 1           | 0          | -            | -            | -            | -            | 2        | 0      | 1           | 0          |
| G. Tarantino   | 9        | 2       | 0           | 0          | 1            | 0            | 0            | 0            | 10       | 2      | 0           | 0          |
| C. Vigliucci   | 28       | 3       | 5           | 0          | 1            | 0            | 0            | 0            | 29       | 3      | 5           | 0          |
| C. Zannini     | 10       | 0       | 1           | 0          | -            | -            | -            | -            | 10       | 0      | 1           | 0          |